# 衢江

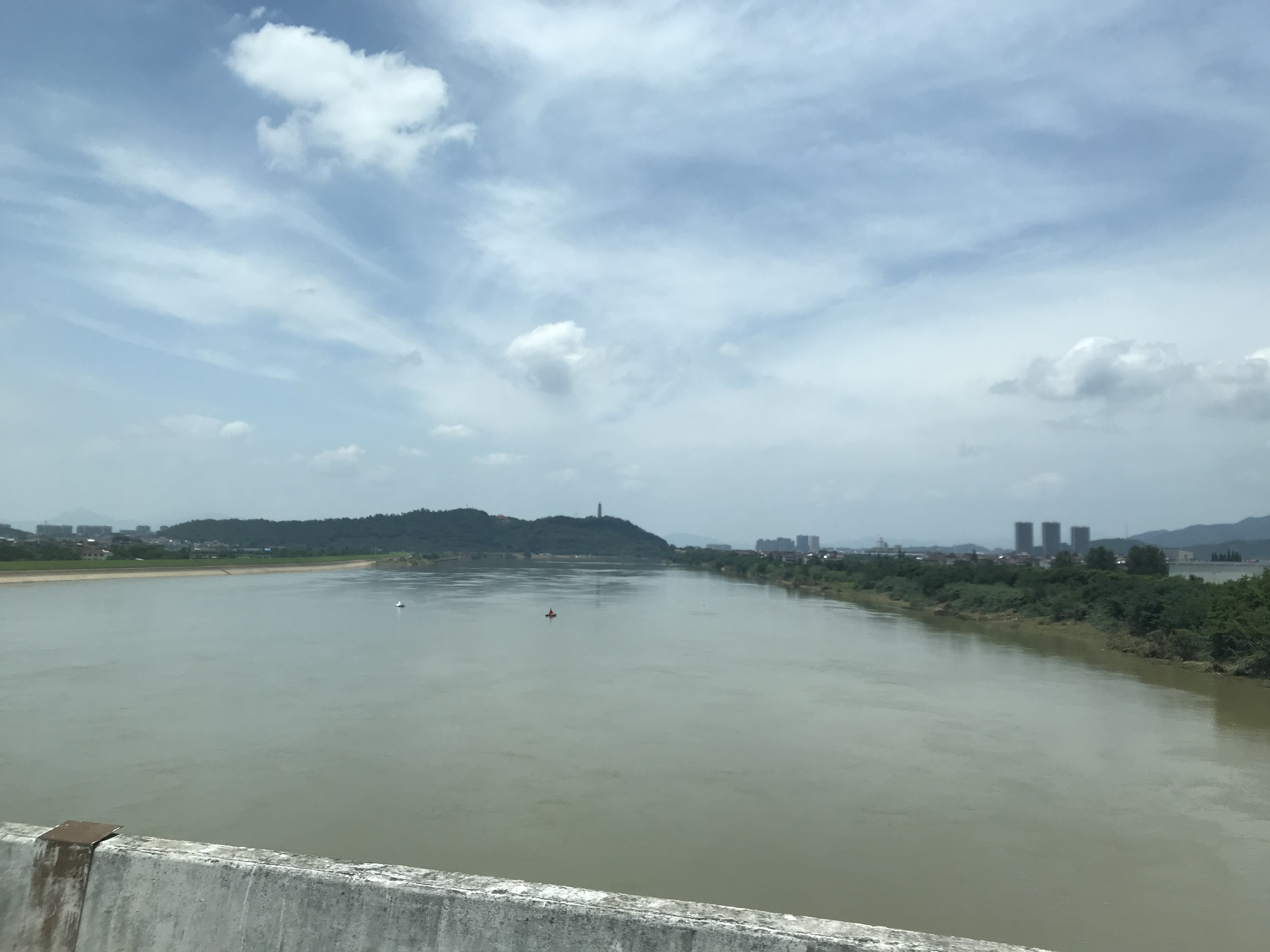
兰溪附近的衢江

衢港或衢江，古称濲水，又称信安溪、信安江，是钱塘江上游支流，流经中国浙江省衢州市、龙游县和兰溪市，由常山港（源于开化县，流经常山县）、江山港（源于江山市）在衢州城西的双港口汇合而成。干流在衢州市区有一个大弯，由东北转东南经衢江区、龙游县境，至兰溪市城南马公滩与金华江（婺江）汇合形成兰江。
衢江衢州城里方言大溪，志书上也称信安溪、西溪（东溪指城东乌溪江），近年下游的塔底筑坝蓄水，城区段衢江水域面积扩大，遂称信安湖。
衢江长约80千米，河床比降大，衢州至龙游、龙游至兰溪的落差分别为19米、17米，平均比降分别为0.47‰、0.42‰。河床质以砂卵石为主，局部河段有基岩出露。主要支流有乌溪江、灵山港、塔石溪、铜山源等。